# Zújar
Zújar ist eine südspanische Kleinstadt und eine Gemeinde (municipio) mit insgesamt 2.623 Einwohnern (Stand: 2024) im Osten der Provinz Granada in der Autonomen Region Andalusien.

## Lage und Klima
Der Ort Zújar liegt zu Füßen des ca. 1495 m hohen Cerro Jabalcón in einer Höhe von ca. 775 m. Die Provinzhauptstadt Granada befindet sich ca. 100 km (Fahrtstrecke) südwestlich; die Nachbarstadt Baza ist nur 11 km entfernt. Das Klima im Winter ist gemäßigt, im Sommer dagegen warm bis heiß; die geringen Niederschlagsmengen (ca. 335 mm/Jahr) fallen – mit Ausnahme der nahezu regenlosen Sommermonate – verteilt übers ganze Jahr.

## Bevölkerungsentwicklung
| Jahr      | 1857 | 1900 | 1950 | 2000 | 2020 |
| Einwohner | 2975 | 4573 | 8991 | 2752 | 2544 |

Die Mechanisierung der Landwirtschaft, die Aufgabe bäuerlicher Kleinbetriebe („Höfesterben“) und der daraus resultierende Verlust von Arbeitsplätzen haben in der zweiten Hälfte des 20. Jahrhunderts zu einem deutlichen Rückgang der Bevölkerung geführt. Zur durch die Embalse de Negratín zweigeteilten Gemeinde gehören auch der nur über einen 40 km langen Umweg erreichbare Weiler (pedanía) Carramaiza sowie einige verstreut liegende Einzelgehöfte (fincas).

## Wirtschaft
Die Bewohner früherer Zeiten lebten zumeist als Selbstversorger von den Erträgen ihrer Felder und Hausgärten. Außerdem betrieben sie in geringem Umfang auch Viehzucht (v. a. Schafe, Ziegen und Schweine); Esel wurden als Tragtiere gehalten. Dieser Zustand wandelte sich erst mit dem Ausbau der Infrastruktur im 20. Jahrhundert. Heute dominieren Oliven- und Mandelbaumplantagen; daneben spielt auch der Anbau von Gerste (cebada) und Tomaten eine wichtige Rolle im Wirtschaftsleben der Stadtgemeinde. Im Ort selbst haben sich Kleinhändler, Handwerker und Dienstleistungsbetriebe aller Art angesiedelt. Wegen seiner Thermalquellen spielt er eine gewisse Rolle als Kurort.

## Geschichte
Es gibt Hinweise auf eine Siedlung der Iberer und der Römer, doch erst in maurischer Zeit entstand hier ein aus mehreren Stadtvierteln (barrios) bestehender und von einer Zitadelle (alcazaba) gesicherter größerer Ort, der in der Zeit der Reconquista mehrfach den Besitzer wechselte, bevor er im Jahr 1489 endgültig in christliche Hände fiel. Fortan stand er unter der Verwaltung durch die Nachbarstadt Baza, doch verlor er nach dem Moriskenaufstand des Jahres 1568 einen Großteil seiner Einwohner, so dass er mit Christen aus dem Norden und Süden der Iberischen Halbinsel wiederbesiedelt werden musste (repoblación); erst im Jahr 1649 erhielt der Ort seine Eigenständigkeit.

## Sehenswürdigkeiten

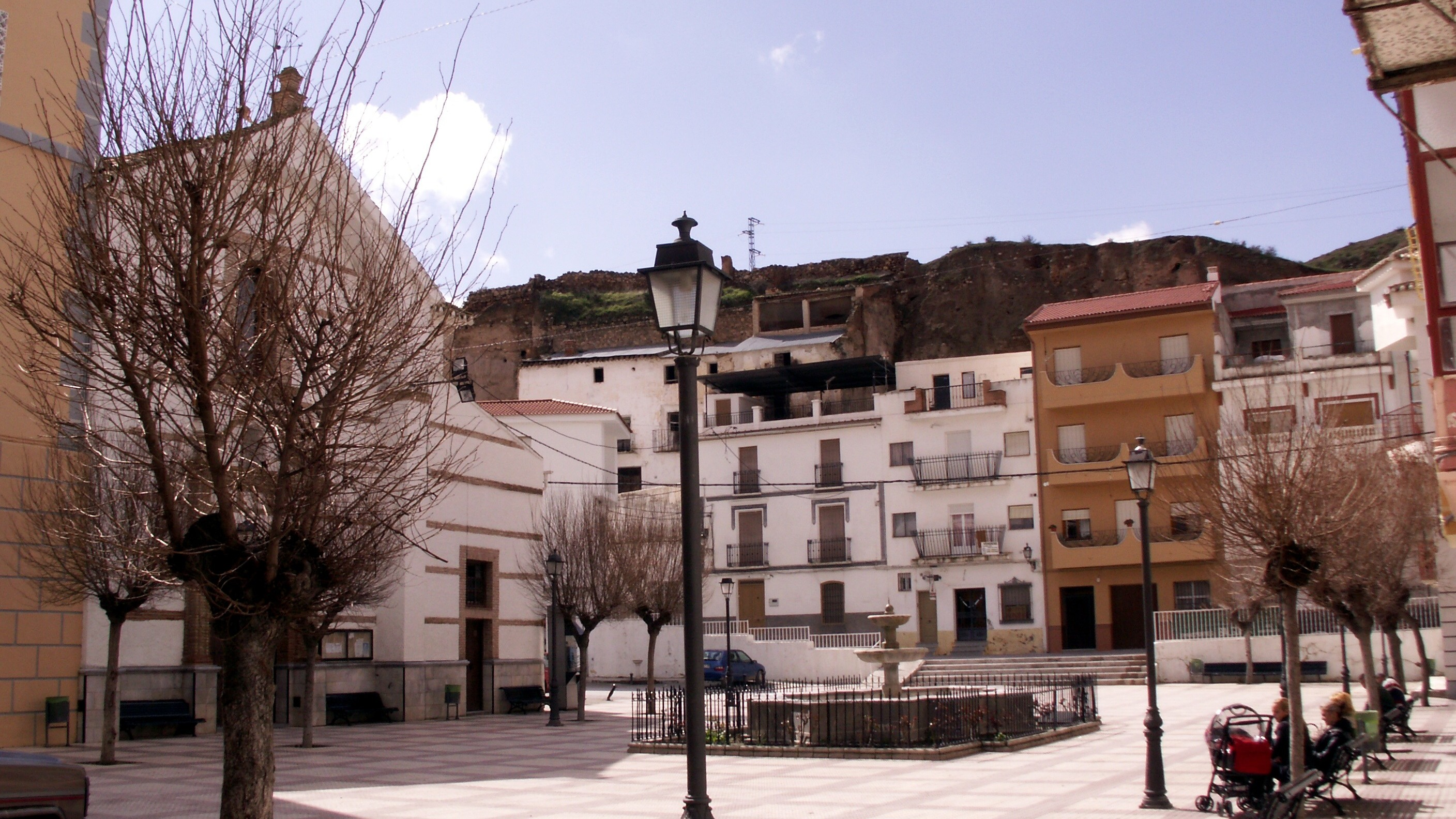
Zújar – Plaza Mayor

- Von der traditionellen Gestalt des Ortes ist so gut wie nichts mehr geblieben.
- Die einschiffige Iglesia de Nuestra Señora de la Anunciación entstand im 16. Jahrhundert an der Stelle einer Moschee (mezquita); sie wurde jedoch im 18. Jahrhundert im neoklassischen Stil modernisiert.
- Im Ort steht ein restaurierungsbedürftiger Kornspeicher (pósito) aus der Zeit Karls III. († 1788).
- An die ehemalige Festung erinnert nur noch ein restaurierter Wachturm (torre vigia).
- Ein Ölmühle (Molino Las Viñas) erinnert an die alten Herstellungsmethoden von Olivenöl.